# Meenambakkam

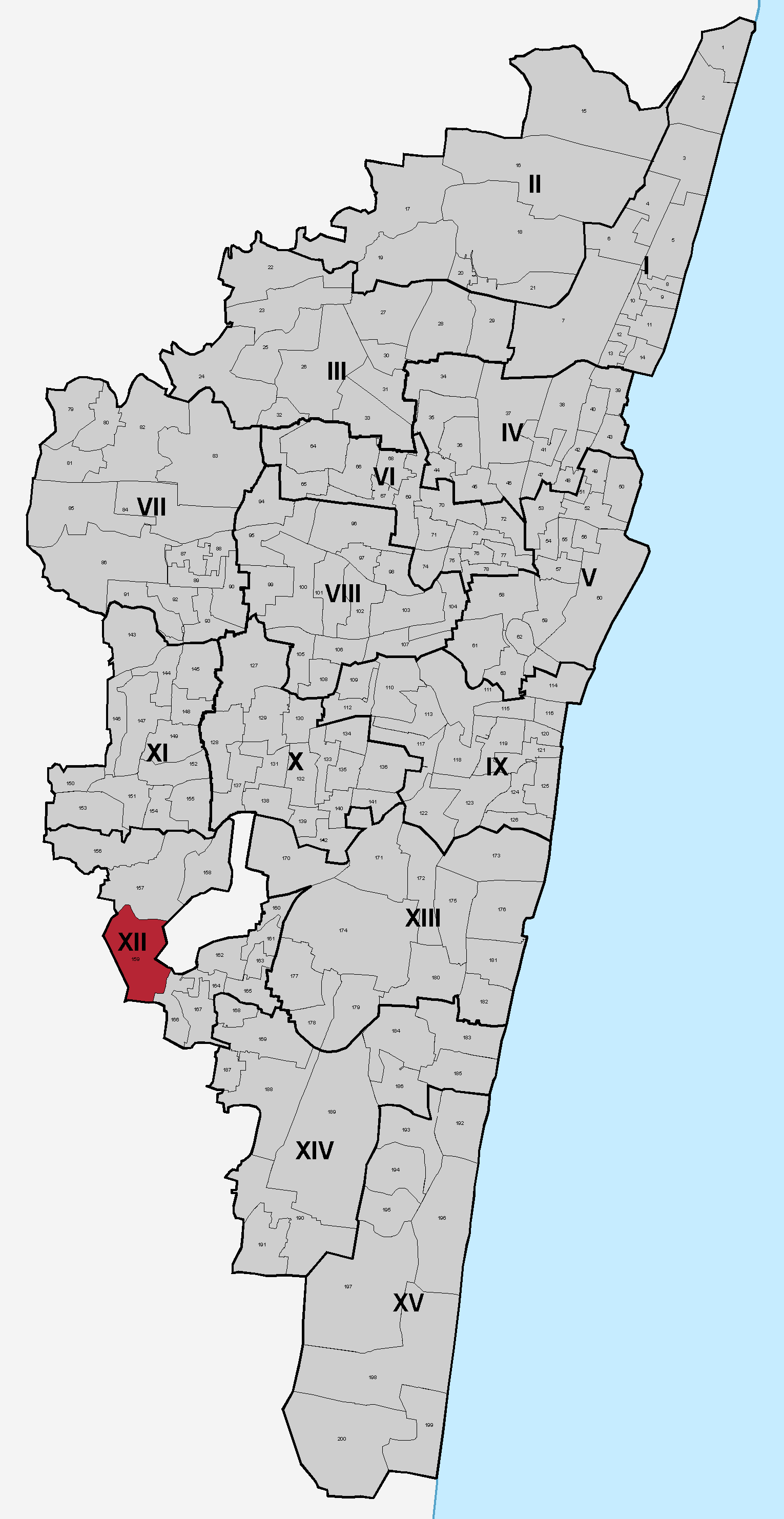
Lage von Meenambakkam in Chennai

Meenambakkam (Tamil: மீனம்பாக்கம் Mīṉampākkam [ˈmiːnʌmbaːkːʌm]) ist ein Stadtteil von Chennai (Madras), der Hauptstadt des indischen Bundesstaates Tamil Nadu.

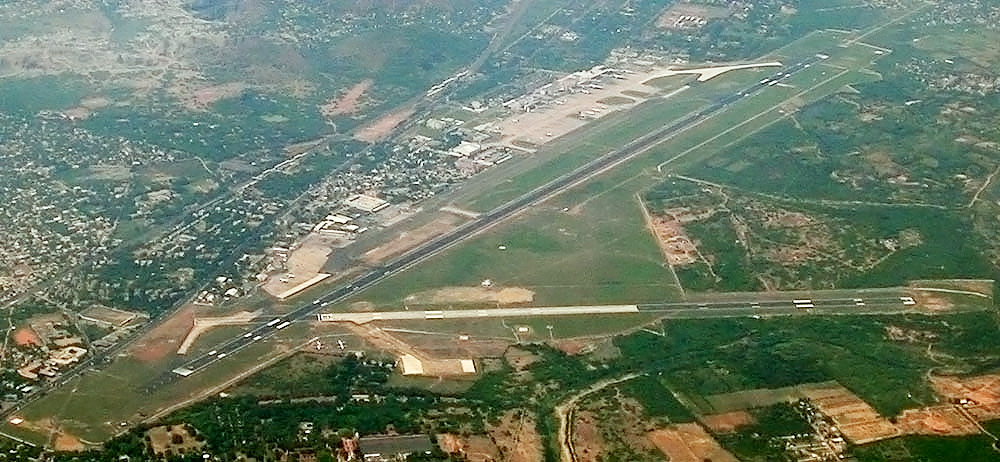
Luftbild des Flughafens Chennai, Meenambakkam befindet sich in der Bildmitte zwischen Landebahn und Schnellstraße

Meenambakkam liegt am Südwestrand Chennais rund 15 Kilometer vom Stadtzentrum entfernt. Verwaltungsmäßig bildet es einen von 200 Stadtvierteln (wards) von Chennai und gehört zur Zone Alandur. Vor der Stadterweiterung Chennais 2011 war Meenambakkam eine eigenständige Stadt (town panchayat) im Distrikt Kanchipuram mit einer Fläche von 2,35 Quadratkilometern und 4.774 Einwohnern (Volkszählung 2001).
Meenambakkam ist Standort des Flughafens Chennai. Der größte Teil des Stadtteils wird vom Flughafengelände eingenommen. Der eigentliche Stadtteil besteht nur aus wenigen Wohnblocks zwischen dem Flughafengelände und der Schnellstraße National Highway 45 (Grand Southern Trunk Road). In Meenambakkam befinden sich die Metrostation Meenambakkam der Metro Chennai sowie der Bahnhof Meenambakkam der Chennaier Vorortbahn.